# ザキ神っ! 〜ザキヤマさんとゆかいな仲間たち〜
『ザキ神っ! 〜ザキヤマさんとゆかいな仲間たち〜』（ザキがみっ ザキヤマさんとゆかいななかまたち）はTBSにて2011年4月23日（22日深夜）から2011年10月1日（9月30日深夜）まで放送していたバラエティ番組。

## 概要
山崎弘也の冠番組。ザキヤマとゆかいな仲間たちがロケなどの「神企画」に挑戦するバラエティ番組。『あいまいナ!』の後継番組でレギュラー出演者も、そのまま継続で出演していた。

## 出演者

### メインキャスト
- 山崎弘也（アンタッチャブル）

### レギュラー
- 矢口真里　 MC.アシスタント
- 大沢あかね
- 小倉優子
- 里田まい（カントリー娘。、当時）
- 道重さゆみ（モーニング娘。、当時）
- 大島麻衣
- 小森純

## ネット局
| 放送対象地域 | 放送局               | 放送日時                             | 備考           |
| ------------ | -------------------- | ------------------------------------ | -------------- |
| 関東広域圏   | TBSテレビ （制作局） | 毎週土曜 1:25 - 1:55（毎週金曜深夜） | 初回は1:40開始 |

## スタッフ
- 総合演出：前島隆昭
- ナレーター・イラスト：まあや
- 作・構成：ビル坂恵、あないかずひさ
- 編成：畠山渉、奥本恵巳
- デスク：海老沼彩
- AD：橋本詳吾、田畑早彩、中川清志、南波真理奈、追川鉄也、神谷浩太郎、竹井もも
- AP：江原里実、田中真彩、成田沙恵子
- Webプロデューサー：長谷川審、渡邊大樹、白木川峰高
- 演出：町田洋昌
- ディレクター：阿部さちよ、有田直美、高山賢一、塚本洋史、加藤浩明、丸谷水希
- プロデューサー：角田陽一郎（TBS）、針山大輔
- 制作協力：ダイジョブス、ケーテン、トリム
- 制作：goomo/TBS

過去のスタッフ
- 作・構成：石津聡、阿部雄一、渡辺賢史
- プロデューサー：橘昌余／吉松朋（GREE）